# Рашка (река)
Рашка, иногда Ратина, Расиня (серб. Рашка) — несудоходная река в Сербии в бассейне Западной Моравы.
Длина — 60 км, площадь бассейна — 1193 км².
Река Рашка берёт своё начало из нескольких горных источников расположенных к югу от Монастыря Сопачаны, близ города Нови-Пазар. Идущие с гор потоки у устья реки ограничены дамбой, на которой возведена небольшая гидроэлектростанция, вырабатывающая около 6 Мвт электроэнергии. Течение реки идёт с юга на север. В районе города Рашка, река впадает в Ибар.